# EMD SD18形ディーゼル機関車
EMD SD18はGM-EMDによって1960年4月から1963年3月にかけて製造された6動軸電気式ディーゼル機関車である。エンジンには1800馬力を発生するV型16気筒のEMD 567D1を搭載。

## アメリカ合衆国
アメリカ合衆国内の5つの事業者へ、合計54両が納入された。

## ブラジル
ブラジルの国鉄に相当するブラジル連邦鉄道の1,600 mmの路線へ45両が納入され、3400形として運用。1983年に行われた同鉄道の車両番号変更により形式が5000形へ変更され、さらに1990年代の同鉄道の分割民営化では従来からの運用路線の所有を引き継いだMRSロジスティカの所属となった。

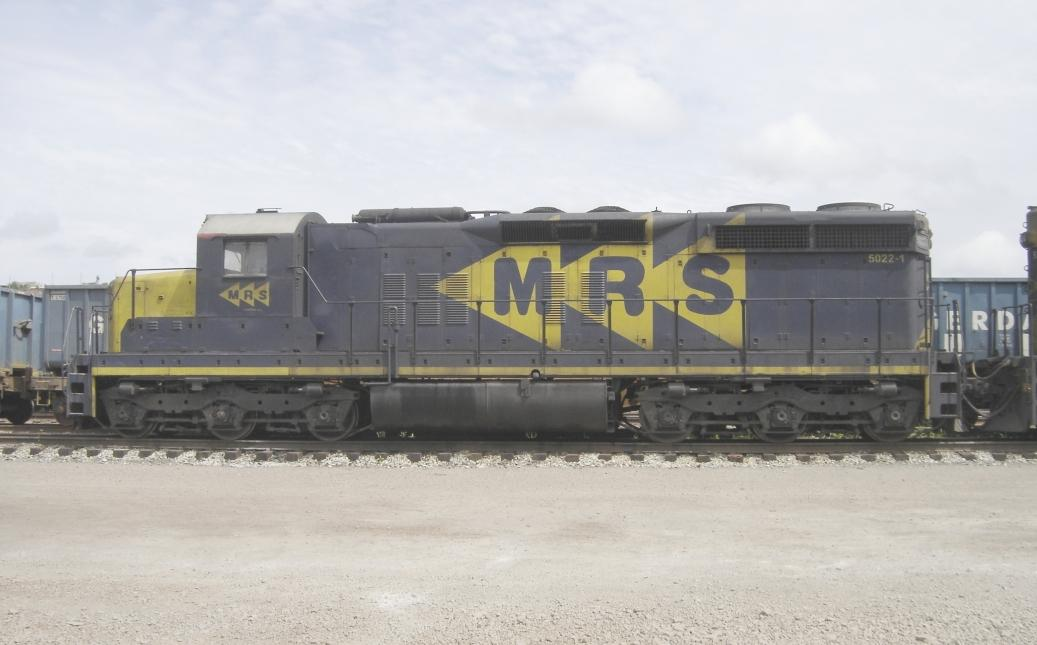
MRSロジスティカ 5022

## 大韓民国
1963年に15両が韓国鉄道庁向けに製造され、6000形として1990年代まで運用された。なお、この15両は他の事業者へ納入された車両と異なる車体を有する。